# Rue des Liserons
La rue des Liserons est une voie située dans le quartier de la Maison-Blanche du 13e arrondissement de Paris en France.

## Situation et accès

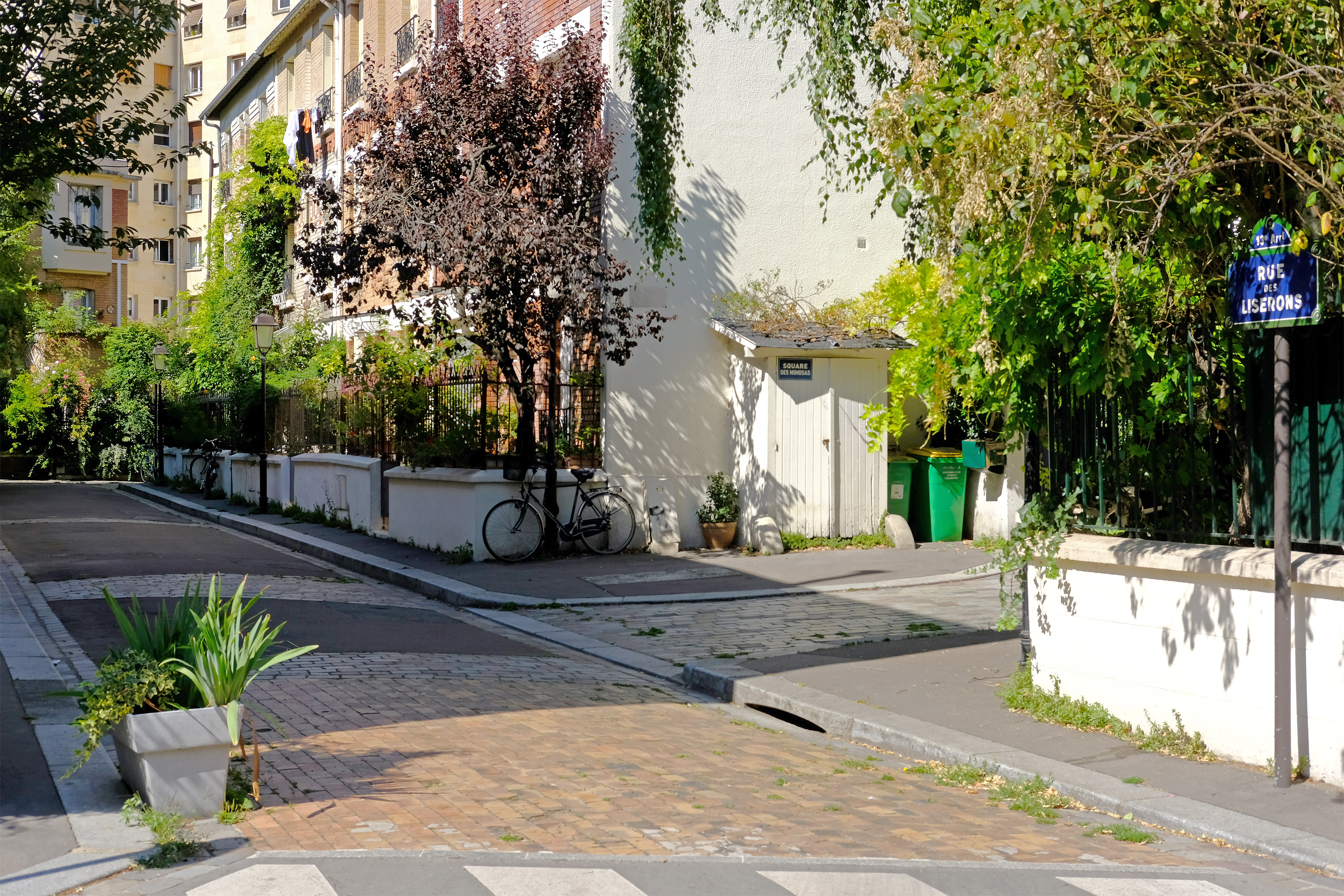
Rue des Liserons.

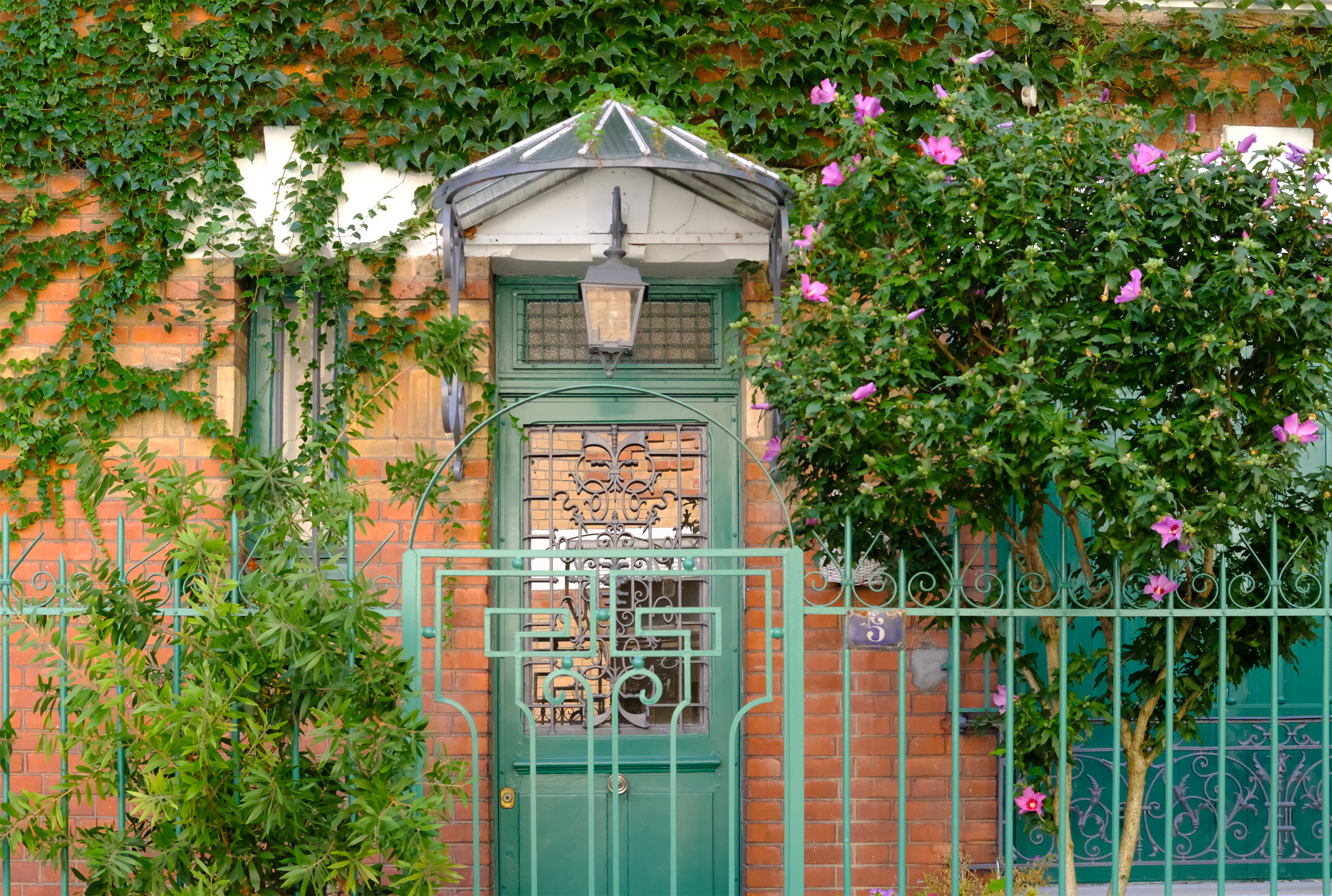
No 5.

Elle fait partie des rues qui composent la Cité florale.
La rue des Liserons est desservie à proximité par la ligne 3a du tramway d'Île-de-France.

## Origine du nom
Elle fait partie des rues qui composent la Cité florale, auxquelles a été attribué le nom d'une fleur ou d'une plante, ici le liseron.

## Historique
La rue est ouverte en 1928, sur les terrains de la société Aédès, et prend sa dénomination actuelle la même année.